# びみょ〜な扉 AKB48のガチチャレ
『ひかりTV presents びみょ〜な扉 AKB48のガチチャレ』（ひかりティーヴィープレゼンツ びみょーなとびら エーケービーフォーティエイトのガチチャレ、略称：ガチチャレ）は、ひかりTVチャンネル1で2012年6月29日から配信されていたAKB48のドキュメントバラエティ番組。

## 概要
AKB48とひかりTVの大型タイアップ企画で、2011年9月29日から2012年2月23日まで放送された『AKB48コント「びみょ〜」』に続く後継番組。AKB48のメンバーが過酷な試練に挑戦し、メンバーの新たな可能性を発見していく。毎回メンバー二人それぞれに難題が与えられ、その練習過程から本番までをドキュメント方式で放送する。
メンバーは事前に知らされることなく突然番組ディレクターから指令VTRを見せられ、「びみょ〜な扉」に住む番組キャラクター「トビラ虫」からチャレンジ内容が伝えられ、そのままチャレンジに入る。ナレーションは若本規夫。
番組では、視聴者が事前にAKB48メンバーの挑戦結果を予想するシステムも用意されており、番組特設サイトから予想内容を投票することができ、正解者全員に壁紙がプレゼントされる。また、抽選でAKB48との晩餐会に招待される。

## 放送日程
| 回 | 放送日             | 挑戦者                                                    | 扉 | MISSION                                                       |
| -- | ------------------ | --------------------------------------------------------- | -- | ------------------------------------------------------------- |
| 1  | 2012年 6月29日     | 高橋みなみ                                                | 13 | 1時間以内にJKT48メンバーのフルネームを覚えろ!                 |
| 1  | 2012年 6月29日     | 岩佐美咲                                                  | 29 | 8時間以内にドミノ3333個 を完成させろ!                         |
| 2  | 7月6日             | 大島優子                                                  | 08 | 片方の目から涙を流せ!                                         |
| 2  | 7月6日             | 横山由依                                                  | 31 | 激辛料理 世界一周制覇せよ!                                    |
| 3  | 7月13日            | 小嶋陽菜                                                  | 41 | AKB48の全シングル名を答えろ!                                  |
| 3  | 7月13日            | 片山陽加                                                  | 26 | 高さ10メートルの飛び込み台から飛び込め!                       |
| 4  | 7月20日            | 宮澤佐江                                                  | 11 | フライング・イーグルを決めろ!!                                |
| 4  | 7月20日            | 多田愛佳                                                  | 35 | 1時間以内に47都道府県と県庁所在地 地図を見て全て覚えろ!       |
| 5  | 7月27日            | 大家志津香                                                | 04 | リンボーダンスで高さ59cm をくぐれ!                            |
| 5  | 7月27日            | 仲谷明香                                                  | 28 | うなぎつかみ 10分で48匹を早移しせよ!                          |
| 6  | 8月3日             | 高城亜樹                                                  | 03 | ボールピラミッドをサーブで打ちぬけ!                           |
| 6  | 8月3日             | 松原夏海                                                  | 44 | 湯のみの漢字を全て覚えろ!                                     |
| 7  | 8月10日            | 秋元才加                                                  | 20 | 絶叫マシンノーリアクション!                                   |
| 7  | 8月10日            | 野中美郷                                                  | 33 | 長さ180メートル!恐怖の吊り橋を渡れ!!                          |
| 8  | 8月17日            | 北原里英                                                  | 42 | 早口言葉10連発!噛まずに言え!!                                 |
| 8  | 8月17日            | 小森美果                                                  | 17 | 高さ3メートル 長さ6.4メートル の綱渡りをしろ!                 |
| 9  | 8月24日            | 梅田彩佳                                                  | 16 | 世界の激すっぱ料理を完食せよ!!                                |
| 9  | 8月24日            | 峯岸みなみ                                                | 39 | 1時間以内にAKB48メンバーの半数以上からメールの返信を貰え!     |
| 10 | 8月31日            | 内田眞由美                                                | 38 | 制限時間内にGPSを使って地上絵を描け!                          |
| 10 | 8月31日            | 菊地あやか                                                | 27 | 東海道五十三次!すべて暗記しろ!                                |
| 11 | 9月7日             | 仁藤萌乃                                                  | 02 | 5時間以内に1歳〜48歳の写真を撮れ!                             |
| 11 | 9月7日             | 田名部生来                                                | 10 | 水上ゴザ走り!30メートルを渡りきれ!!                           |
| 12 | 9月14日            | 佐藤亜美菜                                                | 06 | AKB48の歌 21曲 歌詞を見ずにワンコーラス歌いきれ!              |
| 12 | 9月14日            | 中塚智実                                                  | 25 | 40センチの巨大オムライスを作れ!                               |
| 13 | 9月21日            | 鈴木紫帆里                                                | 40 | フラッシュ暗算!15問連続で正解せよ!!                           |
| 13 | 9月21日            | 近野莉菜                                                  | 19 | 遠泳!1830メートル 泳ぎきれ!!                                  |
| 14 | 9月28日            | 前田亜美                                                  | 09 | フラフープ10本を同時に15秒間回せ!                             |
| 14 | 9月28日            | 佐藤夏希                                                  | 32 | ストリートミュージシャンに変装し5時間以内に4800円稼げ!        |
| 15 | 10月5日            | 高橋朱里                                                  | 12 | 宝探しで“お宝”をGETせよ!!                                     |
| 15 | 10月5日            | 市川美織                                                  | 30 | 幼稚園児21人のフルネームを2時間以内にすべて覚えろ!            |
| 16 | 10月12日           | 川栄李奈                                                  | 07 | AKB48の先輩全員の誕生日を暗記せよ!                            |
| 16 | 10月12日           | 永尾まりや                                                | 15 | バドミントンでストラックアウトを成功させろ!                   |
| 17 | 10月19日           | 阿部マリア                                                | 24 | 紙飛行機を20メートル離れた滑走路に着陸させよ!                 |
| 17 | 10月19日           | 入山杏奈                                                  | 47 | わらしべ長者!物々交換で48000円以上の品物に変えろ!             |
| 18 | 10月26日           | 大場美奈                                                  | 05 | 48cmの巨大お好み焼き!崩さずにひっくり返せ!                    |
| 18 | 10月26日           | 中村麻里子                                                | 36 | "路上パントマイム"で4800円稼げ!                               |
| 19 | 11月2日            | 石田晴香                                                  | 14 | スポーツ吹矢!15m離れた6cmの的を射抜け!!                       |
| 19 | 11月2日            | 小林香菜                                                  | 46 | 皿回し!同時に10枚を10秒間回せ!!                               |
| 20 | 11月9日            | 山内鈴蘭                                                  | 18 | 7時間以内に10キロのマグロを釣り上げろ!                        |
| 20 | 11月9日            | 竹内美宥                                                  | 43 | ボトルを2本のせてボトルダンスを踊りきれ!                      |
| 21 | 11月16日           | 松井咲子                                                  | 34 | 重さ100グラム!巨大松茸をGETせよ!!                             |
| 21 | 11月16日           | 田野優花                                                  | 21 | バレーボール!サーブで10個の的を射抜け!!                       |
| 22 | 11月23日           | 倉持明日香                                                | 23 | ロッククライミングで15メートルの岩を這い上がれ!               |
| 22 | 11月23日           | 仲俣汐里                                                  | 37 | 世界の国家元首48人フルネームですべて答えろ!                   |
| 23 | 11月30日           | 島田晴香                                                  | 45 | プロレス技48手を覚えてレスラー相手に全てキメろ!               |
| 23 | 11月30日           | 森川彩香                                                  | 12 | 48cmの巨大コロッケを作れ!                                     |
| 24 | 12月7日            | 板野友美                                                  | 01 | ビリヤードでトリックショットを決めろ!                         |
| 24 | 12月7日            | 名取稚菜                                                  | 07 | 5時間以内にカラオケで100点を出せ!                             |
| 25 | 12月14日           | 柏木由紀                                                  | 12 | 90分以内にAKB48のメンバーの過半数から変顔メールをゲットしろ!! |
| 25 | 12月14日           | 岩田華怜                                                  | 18 | 10時間以内に東京23区の4丁目8番地を自転車で回りきれ!           |
| 26 | 12月21日           | 島崎遥香                                                  | 38 | 一輪車に乗って特製フルコースを完食せよ!                       |
| 26 | 12月21日           | 伊豆田莉奈                                                | 20 | ブレイクダンスの5つの技をマスターせよ!                        |
| 27 | 2013年 1月11日     | 篠田麻里子                                                | 05 | 利きレトルトカレー5回連続で成功せよ!                          |
| 27 | 2013年 1月11日     | 加藤玲奈                                                  | 15 | 食べ物しりとり48品完食せよ!                                   |
| 28 | 1月18日            | 佐藤すみれ                                                | 04 | 1時間以内にベリーダンスでバター480グラムを作れ!               |
| 28 | 1月18日            | 大島涼花                                                  | 47 | 日没までに48種類の犬の写真を撮れ!                             |
| 29 | 1月25日            | 松原夏海                                                  | 44 | アーチェリー!48本以内に15メートル先のリンゴを射抜け!          |
| 29 | 1月25日            | 小林茉里奈                                                | 35 | 世界の国旗!48カ国を覚えよ!                                    |
| 30 | 2月1日             | 藤田奈那                                                  | 24 | 60分以内に3ポンドのステーキを完食せよ!                        |
| 30 | 2月1日             | 名取稚菜                                                  | 07 | フライングゲットを外国語で歌いきれ!                           |
| 31 | 2月8日             | 宮崎美穂                                                  | 06 | トランペットでAKB48の曲を完璧に演奏せよ!                      |
| 31 | 2月8日             | 小嶋菜月                                                  | 21 | レーシングカートで目標タイムをブッチ切れ!                     |
| 32 | 2月15日            | 中田ちさと                                                | 37 | ルーレット!「00」のポケットに球を落とせ!                      |
| 32 | 2月15日            | 仁藤萌乃                                                  | 20 | 動物の鳴き声48種暗記せよ!                                     |
| 33 | 2月22日            | 藤江れいな                                                | 22 | 難読漢字!48問連続正解せよ!                                    |
| 33 | 2月22日            | 武藤十夢                                                  | 36 | 48cmの巨大ドーナツを作れ!                                     |
| 34 | 3月1日             |                                                           |    | ガチチャレアワード!                                           |
| 35 | 3月8日             |                                                           |    | ガチチャレアワード!第2弾!                                     |
| 36 | 3月15日            | 高橋みなみ 横山由依 松井咲子 渡辺麻友 島崎遥香            | 48 | ガチチャレ晩餐会                                              |
| 37 | 3月22日 （最終回） | 高橋みなみ 横山由依 松井咲子 渡辺麻友 島崎遥香 佐藤すみれ | 48 | ガチチャレ晩餐会                                              |
| 37 | 3月22日 （最終回） | 阿部マリア                                                | 24 | 紙飛行機を20メートル離れた滑走路に着陸させよ!                 |
| 37 | 3月22日 （最終回） | 渡辺麻友                                                  | 02 | テーブルクロス引き3回連続で成功させよ!                        |

## スタッフ
- 統括プロデューサー・企画：秋元康
- ナレーション：若本規夫
- 構成：鮫肌文殊、林賢一、小椋有紀子、藤澤宏亘、水野守啓／高橋ヒサシ
- カメラ：市川眞法
- 音声：綿引友美
- 美術進行：奥田裕美
- CG：鈴木千夏
- キャラクターデザイン：ぶろっこり
- 音響効果：大久保吉久
- 編集：竹内敏雅
- MA：内藤憲司
- 技術協力：イマジカ、3×7
- ロケ技術：Zeta、REC
- Web制作：高橋潤平、椎名鉄兵
- メイク・スタイリスト：AKS
- 制作：NTTぷらら、板東浩二、沼尻孝、湯浅貴司、渡邉庸子、福島葉月
- 制作スタッフ：水落美咲、酒井徳俊、京極弘樹、鈴木駿一
- ディレクター：中村賢治、大西耕太、太田実、陣川友裕、玉田大輔
- チーフディレクター：勝村武史
- アシスタントプロデューサー：持田雄平、ながせたくや
- プロデューサー：松村匠、北川謙二、松下大亮、小泉哲朗
- 総合演出：田中経一
- 著作製作：AKS